# Cipro (thema)
Il Thema di Cipro (in greco θέμα Κύπρου?, thema Kyprou) è stato un thema bizantino, corrispondente all'isola di Cipro.

## Storia
Fu istituito nel 965 in seguito alla riconquista di Cipro per mano della marina bizantina. Antecedentemente l'isola era stata un condominio bizantino-arabo per tre secoli, a parte occasionali periodi in cui fu occupata temporaneamente da una delle due potenze. Una rivolta del governatore Teofilo Erotico nel 1042, e un'altra nel 1092 per mano di Rhapsomates, fallirono venendo rapidamente soffocate dalle truppe imperiali lealiste. L'isola non fu toccata dall'invasione e conquista turca dell'Anatolia e conservò una certa prosperità al volgere del XII secolo. Nel corso dell'Assedio di Antiochia (1098), durante la Prima Crociata, l'esercito crociato ricevette scorte dalla bizantina Cipro.
Nella primavera del 1156, l'isola fu invasa da Rinaldo di Châtillon e Teodoro II d'Armenia. L'isola all'epoca era governata da Giovanni Ducas Comneno, che rimase con parte della guarnigione locale a Nicosia, mentre il generale Michele Brana con le proprie truppe si confrontò con gli invasori. Brana fu sconfitto nei pressi di Nicosia, e Giovanni compì una sortita per soccorrerlo. I Bizantini ancora una volta ebbero la peggio, e sia Giovanni sia Brana furono fatti prigionieri. I vittoriosi franchi e crociati non persero tempo a saccheggiare l'intera isola, non risparmiando nemmeno le chiese o i conventi. Secondo lo storico Steven Runciman, "i raccolti furono arsi; i greggi furono radunati, insieme all'intera popolazione, e condotti alla costa. Le donne furono stuprate; ai fanciulli e a quelli troppo anziani per viaggiare fu tagliata la gola". Il saccheggio dell'isola proseguì per tre settimane, prima che Rinaldo e Teodoro caricassero le navi con il bottino e i prigionieri e partissero. Al saccheggio si aggiunsero i danni provocati dal terremoto di Hama del 1157 e da un'incursione navale fatimide nel 1158.
Alla fine del XII secolo vi furono di nuovo tendenze separatiste a Cipro: Isacco Comneno di Cipro si proclamò "basileus" (imperatore) nel 1185. Cipro rimase sotto il suo dominio fino al 1191, allorquando nel corso della terza crociata l'isola fu conquistata da Riccardo I d'Inghilterra che la vendette ai Cavalieri Templari.